# Jüdischer Friedhof (Frechen)

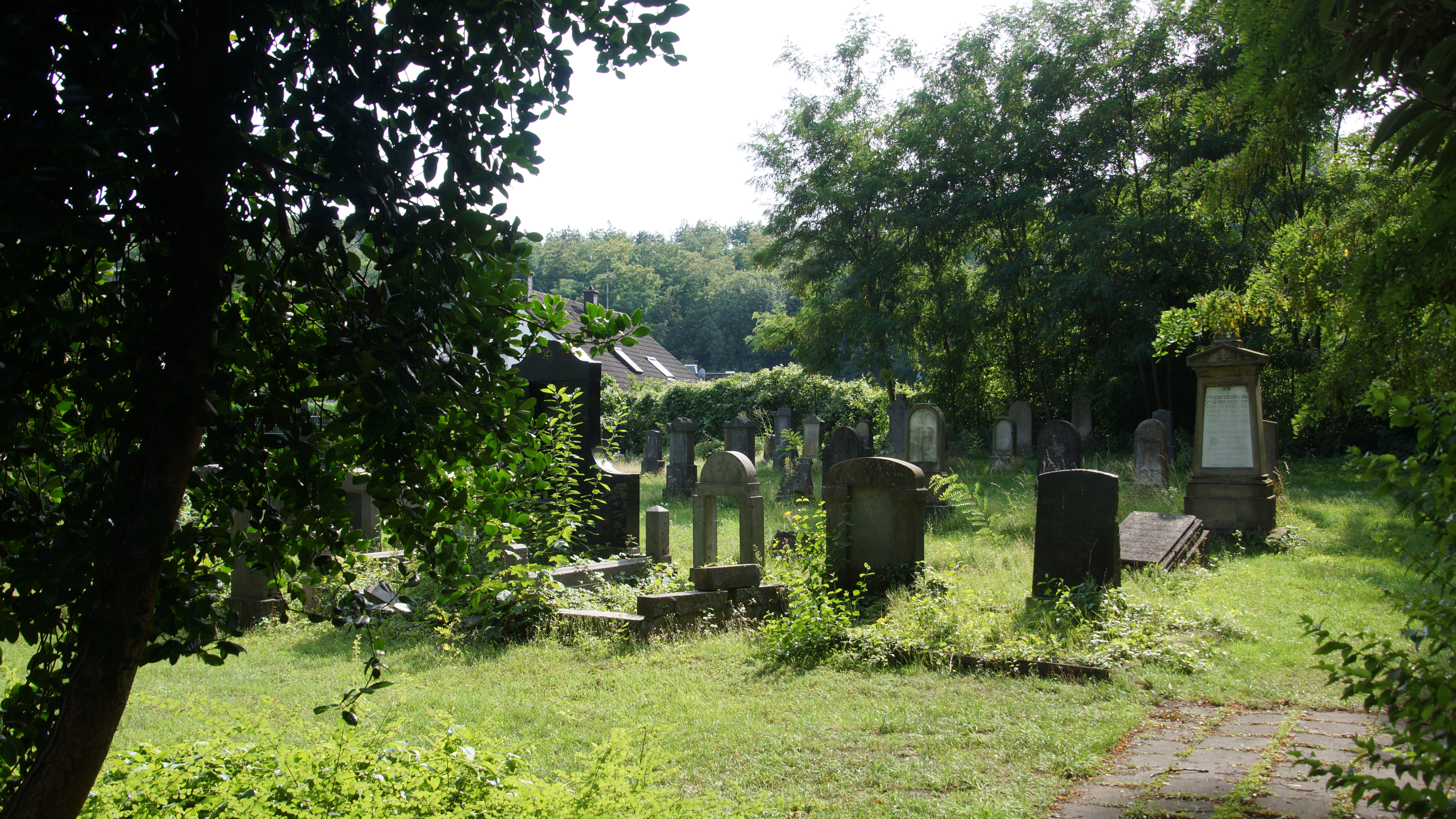
Jüdischer Friedhof Frechen

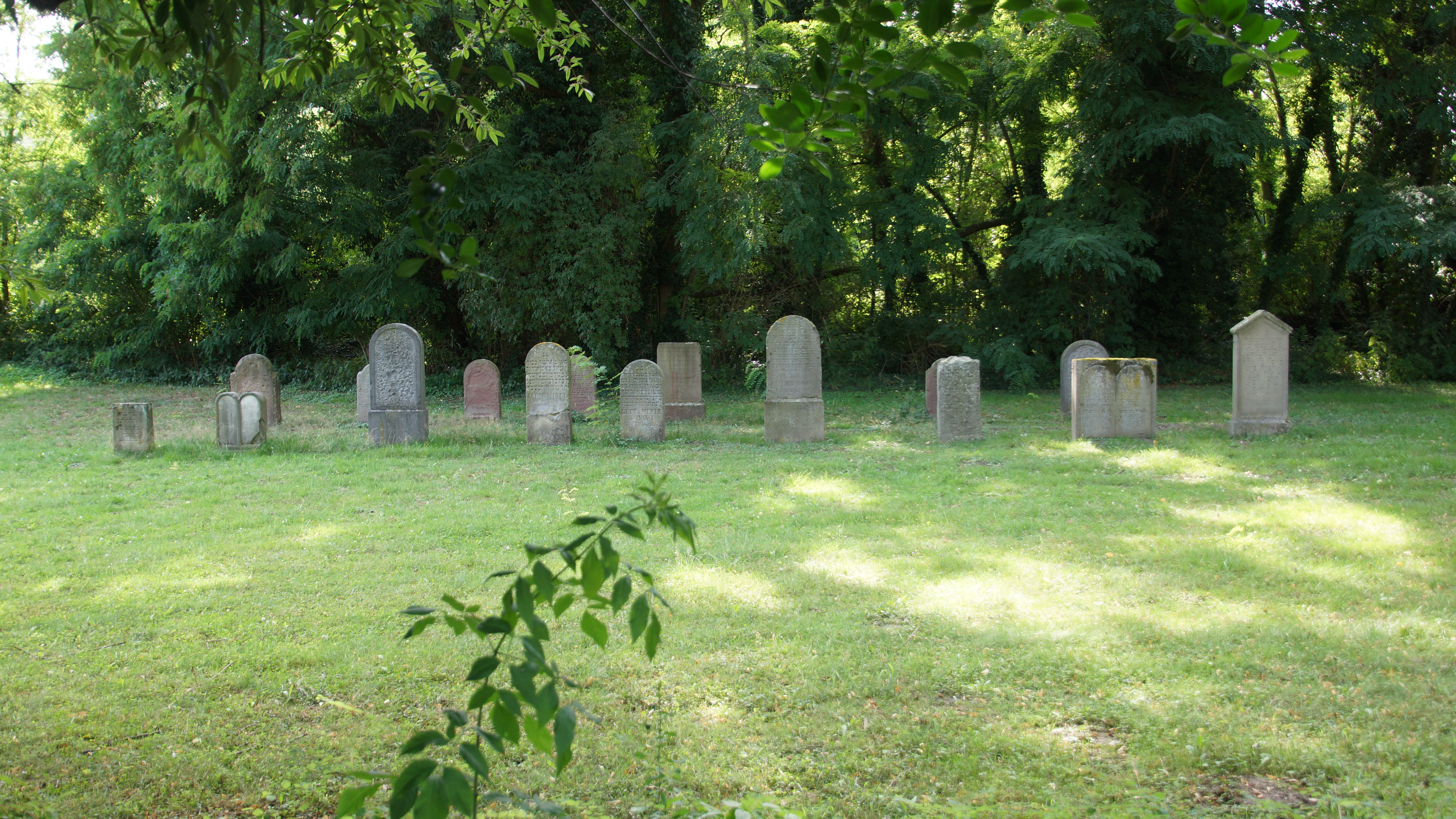
Teilansicht

Der jüdische Friedhof der Stadt Frechen im Rhein-Erft-Kreis, Nordrhein-Westfalen, liegt an der Ecke Dr.-Schulz-Straße und Herbertskaul und ist mit 85 erhaltenen Grabsteinen der drittgrößte jüdische Friedhof im Rhein-Erft-Kreis. Er steht unter Denkmalschutz.

## Lage
Der Friedhof liegt an der Ecke Dr.-Schulz-Straße und Herbertskaul mitten in einem Wohngebiet. Bei seiner Entstehung lag der Friedhof weit außerhalb des Dorfes auf wenig attraktivem Boden in der Nähe eines Waldes. Davon zeugt die alte Flurbezeichnung des Geländes „Judenbroich“. Ein Broich bezeichnet im Rheinland ein sumpfiges, verwaldetes Gebiet. Noch heute trägt eine Straße in der Nähe des Friedhofs den Namen „Am Judenbroich“.

## Geschichte
Urkundlich erwähnt wurde der Friedhof erstmals 1807. Doch bereits weit früher fanden auf diesem Gelände Begräbnisse statt. Bereits seit dem 15. Jahrhundert lebten vereinzelt jüdische Menschen in Frechen und Umgebung. 1869 schrieb der Frechener Bürgermeister Anton Franz: „Für die Judengemeinde besteht der Begräbnisplatz seit undenklichen Zeiten.“ Bis zum Ende des 19. Jahrhunderts lebten in Frechen mehr Juden als Protestanten. So zählte man 1895 noch 144 jüdische und 45 protestantische Einwohner in der Bürgermeisterei Frechen. Erst im Zuge der Industrialisierung veränderte sich das Verhältnis.
Ab dem 18. Jahrhundert bildete sich in Frechen die größte jüdische Gemeinde zwischen Köln und Aachen. Zum Synagogenbezirk Frechen gehörten in dieser Zeit auch die Juden der Bürgermeistereien Brühl, Efferen, Freimersdorf, Grefrath, Großkönigsdorf, Hürth, Lövenich, Pulheim, Stommeln und Worringen. In dieser Zeit entstand auch der ursprüngliche Friedhof, welcher 1300 m² umfasste und auf dem rechten Teil des heutigen Areals liegt. Die 16 dort stehenden Grabsteine stehen seit dem Novemberpogrom nicht mehr an ihrer ursprünglichen Stelle.
Ab den 1830er Jahren wurde in unmittelbarer Nähe des Friedhofs Braunkohle und Ton abgebaut. 1866 beschwerte sich die jüdische Gemeinde, dass ihr Begräbnisplatz „schutzlos dem Mutwillen und der Zerstörungslust der Vorübergehenden ausgeliefert“ gewesen sei. Verunreinigungen durch Grubenarbeiter der nahgelegenen Braunkohlegrube störten das Gedenken an die Verstorbenen. Der Friedhof hatte keine Mauer und keinen Zaun und lag direkt am Zufahrtsweg zur Grube. Der Kölner Pferdehändler Samuel Bennedik spendete daher 200 Taler für den Bau einer Mauer. Dieser Betrag war so hoch wie die Jahreseinnahmen der jüdischen Gemeinde Frechen zu dieser Zeit. In den Folgejahrzehnten rückte der Tagebau dem Friedhof gefährlich nahe, sodass es immer wieder zu Gerichtsverhandlungen kam. Die jüdische Gemeinde konnte die Prozesse, zuletzt 1872, für sich gewinnen, sodass der Tagebau den Friedhof nicht weiter zu verdrängen drohte.
Während des Novemberpogroms wurde der Friedhof geschändet und, wie fast auf allen jüdischen Friedhöfen, wurden viele Inschriften der Grabsteine zerstört. Im Zuge der Reichspogromnacht kam es zu Schäden und Randalierungen in Frechen in Höhe von 12.000 Reichsmark (heute circa 120.000 Euro). Die letzte reguläre Bestattung vor dem Zweiten Weltkrieg fand 1936 statt. Im Jahr 1941 hatte Frechen keine jüdischen Einwohner mehr, da diese entweder verzogen oder vertrieben worden waren. Nur 4 Juden konnten nach dem Krieg wieder nach Frechen zurückkehren.
Die letzte Bestattung auf dem Friedhof fand im Jahr 1986 statt und war die einzige Bestattung nach dem Zweiten Weltkrieg. Bis in die 1980er Jahre lagerten auf einem Haufen mehrere Grabmale, die im Rahmen des Novemberpogroms umgeschmissen und beschädigt wurden. Sie wurden von der Stadt Frechen wieder aufgestellt.
Am 2. April 1985 erfolgte die Eintragung des Friedhofs in die Denkmalliste der Stadt Frechen als Bodendenkmal unter maßgeblicher Beteiligung der beiden ehrenamtlichen Denkmalbeauftragten Helmut Weingarten und Egon Heeg.

## Grabmäler
Es ist davon auszugehen, dass weit mehr Bestattungen hier stattgefunden haben als es Grabsteine gibt. Eine kleine Auswahl soll besondere Gräber kurz darstellen.
- Das älteste heute noch vorhandene Grab mit lesbarer Inschrift ist das der 1852 verstorbenen Rebecca Heumann, geb. Wolff. Laut Sterberegister verstarb sie jedoch schon am 9. Dezember 1851. Auffällig und ebenfalls ungeklärt ist, dass es für Rebecca Heumann gleich zwei Grabsteine auf dem Friedhof gibt - einen für sie alleine und einen mit ihrem Ehemann Abraham Heumann.
- Im Zentrum des Friedhofs befindet sich in herausgehobener Position das Grab von Samuel Bennedik. Bennedik war in das gehobene Bürgertum Kölns aufgestiegen. Er hatte nie in Frechen gelebt und stammte auch nicht aus Frechen. Er spendete der Gemeinde jedoch die Mauer zur Umfriedigung des Friedhofs und wurde hier mit seiner Familie begraben.
- In der vorderen Reihe des Friedhofs liegt auf der linken Seite Hugo Meyer begraben. Er wurde 1891 geboren und fiel als Soldat im Ersten Weltkrieg am 13. November 1915. Der Stein trägt die Inschrift: Er starb den Heldentod für das Vaterland". Wie bei vielen anderen jüdische Soldaten wurde das patriotische Bekenntnis aktiv nach außen getragen. Fünf Frechener Juden starben im Ersten Weltkrieg, drei von ihnen sind auf dem Frechener Friedhof begraben (Emil Levy, Jonas Kaufmann, Hugo Meyer).[1]
- Der Viehhändler Joseph Meyer gehörte in Frechen zu den reichsten Einwohnern und war Vorsitzender der Synagogengemeinde. Nach seinem Tod 1917 wurde für ihn und seine Familie ein über zwei Meter hoher und breiter Grabstein aus schwarzem Marmor aufgestellt, welcher direkt links des Friedhofseingangs steht. Seine zweitälteste Tochter Rosa und ihr Mann Albert Billig wurden von den Nationalsozialisten nach Theresienstadt deportiert und später im Treblinka umgebracht. Ihre Tochter Herta wurde während des Nationalsozialismus nach Stutthof deportiert, wo ihr Mann umgebracht wurde. Sie selber kehrte nach dem Krieg nach Frechen zurück. 1983 heiratete sie Eugen Kalisch und verstarb 1986 als Herta Kalisch in Frechen, wo sie auch im Grab ihrer Großeltern begraben wurde. Es handelt sich um die einzige Beerdigung in Frechen nach 1945.[1]

## Friedhof heute

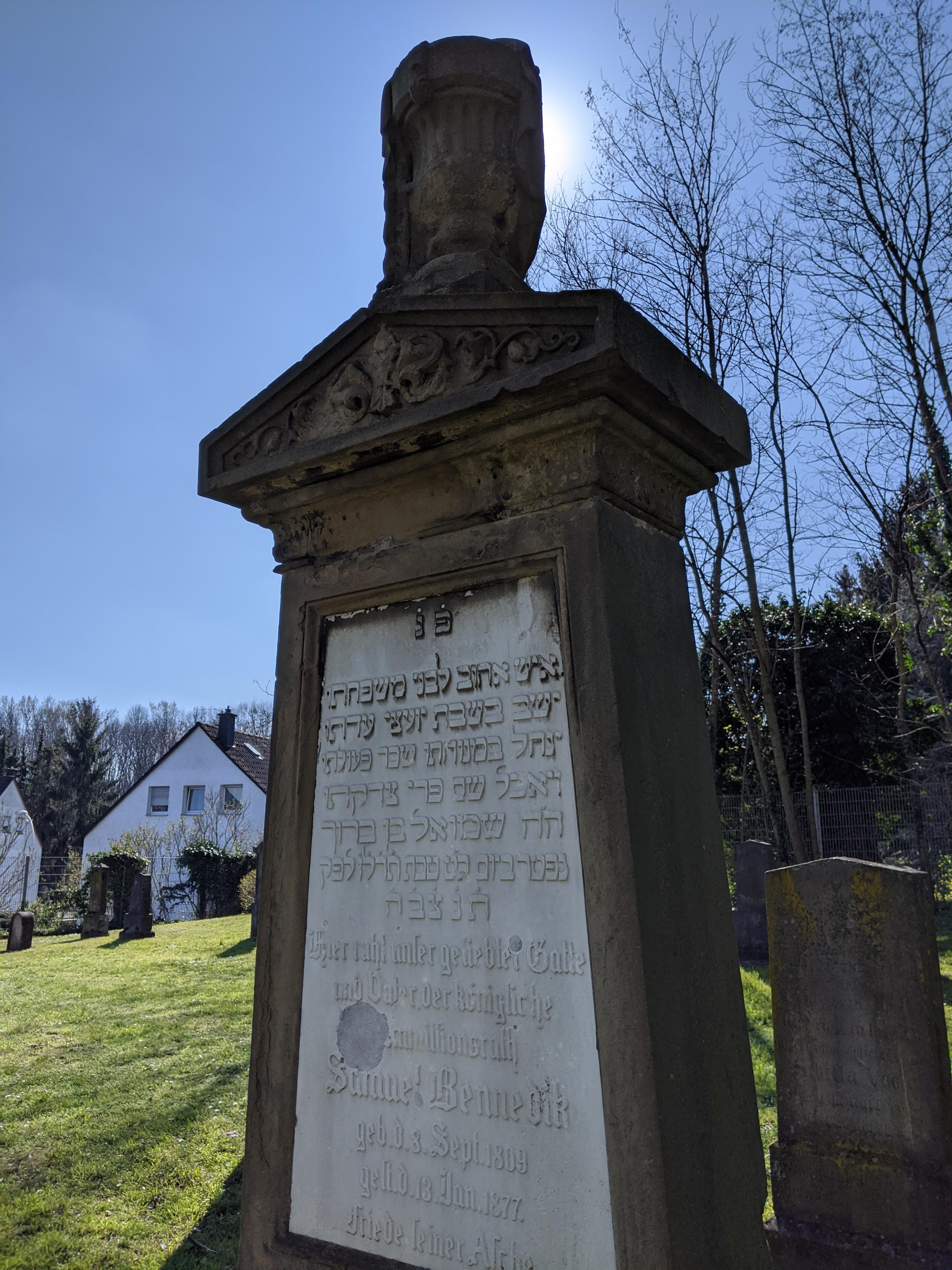
Markanter Grabstein von Samuel Bennedik (1809–1877), welcher erhebliche finanzielle Mittel für den Bau der Mauer rund um den Friedhof bereitstellte.

Gegenwärtig sind noch 85 Grabsteine (Mazewot) auf der 2179 m² großen Begräbnisstätte vorhanden. Besonders anzumerken ist, dass für diese Gräber ewiges Ruherecht besteht. Bestattungen werden keine mehr durchgeführt, da es keine eigenständigen jüdischen Gemeinden mehr im Rhein-Erft-Kreis gibt. Die Bestattungen finden auf dem jüdischen Friedhof in Köln-Bocklemünd statt, da der Rhein-Erft-Kreis zur Synagogengemeinde Köln gehört. Durch die Stadt Frechen erfolgt die Grünunterhaltung.
Der Friedhof ist von einer Mauer und einem hohen Eisengeländer eingezäunt. Dichte Hecken und ein Baumbestand umringen das Gelände. Der Friedhof ist nicht für die Öffentlichkeit zugänglich und das Tor verschlossen. In den Torflügeln sieht man den Davidstern. Am Eingang steht ein Gedenkstein.
Die Inschrift des Gedenksteins lautet:
„Zum Gedenken an die jüdischen Bürger und Bürgerinnen Frechens, die wegen des Nazi-Terrors hier nicht ihre letzte Ruhestätte finden durften.
Die Bürgerschaft der Stadt Frechen 1993.“